# Fergie Frederiksen
Dennis Hardy "Fergie" Frederiksen, ameriški pevec, * 15. maj 1951, Grand Rapids, Michigan, Združene države Amerike, † 18. januar 2014, Mound, Minnesota. 
Fergie Frederiksen je bil ameriški rock pevec, najbolj znan po svojem sodelovanju v skupinah Trillion, Angel, LeRoux in Toto in kot spremljevalni vokalist skupine Survivor. Tri leta zapored je sodeloval pri snemanju hit singlov: leta 1982 »American Heartbeat« skupine Survivor, 1983 »Carrie's Gone« skupine LeRoux in leta 1984 »Stranger in Town« skupine Toto.

## Zgodnje življenje in kariera
Frederiksen je začel glasbeno kariero v starosti 13 let, pri 15. letih pa je s skupino »Common People« igral po klubih v Grand Rapidsu, Michigan. Leta 1975, je bil Frederiksen v času šolanja na kolidžu Central Michigan naprošen, da bi zamenjal Tommyja Shawa kot glavnega vokalista v skupini MSFunk. Frederiksen je v skupini ostal do njenega razpada leta 1976. Med bivanjem v Chicagu je Frederiksen sodeloval pri lokalni zasedbi Trillion. Debitantski album skupine Trillion je izšel leta 1978, produciral pa ga je Gary Lyons. Avtor vseh skladb, razen ene, je bil Frederiksen. Skupina je nato odšla na turnejo skupaj s skupinama Styx in Heart, na kateri je med koncerti Frederiksen začel izvajati premete, katere je kasneje izvajal na vseh koncertih in so postali njegova »blagovna znamka«. Frederiksen je po enem albumu skupino zapustil, nadomestil pa ga je Thom Griffin.
Po odhodu iz skupine Trillion, se je Frederiksen osredotočil na studijsko delo, večinoma na filmsko glasbo. Leta 1979 je sklenil pogodbo z založbo Casablanca Records, pri kateri je sodeloval pod psevdonimom »David London«. Pel je dve skladbi (»Samantha« in »Sound Of The City«), ki sta izšli na glasbi iz filma »Can't Stop The Music« (album je dosegel 47. mesto lestvice Billboard 200). Leta 1981 je sodeloval na rockovskem albumu, ki je bil eden izmed zadnjih albumov, ki so izšli pri založbi Casablanca Records, saj je v začetku 80. let postala del založbe Mercury Records. Frederiksen je po tem opustil svoje umetniško ime, začel pa je uporabljati vzdevek iz otroških let »Fergie«.
Med sodelovanjem pri založbi Casablanca Records je Frederiksen spoznal Grega Giuffrio iz skupine Angel. Konec 1981 sta začela sodelovati. Frederiksen je takrat začel sodelovati v skupini Angel, kjer je spoznal basista Rickyja Phillipsa, s katerim sta postala dobra prijatelja, skupaj sta sodelovala pri številnih projektih. Skupina Angel v takšni zasedbi ni nikdar posnela celega studijskega albuma, ker se je Giuffria začel bolj posvečati skupini Giuffria, posnela pa je tri skladbe: »Whips«, »Troubleshooter« in »Should Have Known Better«. Skladbe so kasneje izšle na kompilacijskem albumu Raritiescollection.
Ko je pevec Steve Walsh zapustil skupino »Kansas«, so se v začetku leta 1982 začele avdicije za njegovo mesto. Frederiksen je delal avdicijo, namesto njega pa je skupina izbrala Johna Elefanteja. Manager skupine Kansas je kljub temu opazil Frederiksna in skupina je začela sodelovati z njim. V tem času sta Frederiksnova stara prijatelja Jim Peterik in Frankie Sullivan iz skupine Survivor povabila Frederiksna v studio, kjer je skupina snemala tretji studijski album Eye of the Tiger. Glavni pevec skupine Survivor, Dave Biclker je namreč imel težave z glasom. Bickler je kljub temu lahko posnel album, Frederiksen pa je prispeval spremljevalne vokale. Album je izšel maja 1982. Na lestvicah je dosegel 2. mesto, postal pa je tudi 2x platinast. Frederiksen je prispeval vokalne harmonije pri petih skladbah, vključno z drugim singlom z albuma »American Heartbreak«, ki se je uvrstil med top 20 na lestvici.
Konec poletja 1982 je manager skupine LeRoux, Budd Carr povabil Frederiksna in studijskega kitarista Jima Odoma v skupino LeRoux, kjer sta nadomestila glavnega vokalista in kitarista Jeffa Pollarda, ki je zapustil skupino. Fergie je tako postal nov frontman skupine LeRoux. Peti studijski album skupine So Fired Up je izšel februarja 1983. Album je vseboval hit skladbo »Carrie's Gone«, ki jo je napisal Frederiksen po razhodu z dekletom Carrie Hamilton. Skupina je izgubila pogodbo z založbo RCA Records, vendar skupina še vedno koncertira, nedavno pa je bila sprejeta v Glasbeno dvorano slavnih v Louisiani. Frederiksen je medtem skupaj z Rickyjem Phillipsom ustanovil novo skupino »Abandon Shame«, kjer sta igrala še klaviaturist Jonathan Cain in njegova žena Tane. Kvartet je leta 1984 pripravljal pet skladb, Frederiksen je pel le na eni. Skladbe »You Can't Do That«, »Burnin' in the Third Degree« in »Photoplay«, ki jih je produciral Kevin Elson, so se pojavile v filmu Terminator. Skladbi »Kicks« in »Over Night Sensation«, katere pojeta Frederiksen in Tane, sta se pojavili v filmu Armed Response, ki je izšel leta 1985.
Phillips, ki je bil prijatelj z bobnarjem skupine Toto, Jeffom Porcarom, je Porcaru dal Frederiksnov demo posnetek. Skupina Toto, ki je med snemanjem albuma Isolation odpustila glavnega pevca Bobbyja Kimballa, je Frederiksna povabila na avdicijo. Skupina je na avdiciji izbrala Frederiksna pred Ericom Martinom. Fergie je tako postal glavni pevec skupine, skupina pa je nato dokončala album Isolation, ki je izšel oktobra 1984. Album je vseboval hit skladbo »Stranger in Town« in je postal zlat. Videospot skladbe »Stranger in Town«, ki Fergieja predstavlja kot žrtev umora, je bil leta 1985 s strani MTV-ja nominiran za najboljšo režijo. Po turneji s skupino leta 1985 je bil Frederiksen med snemanjem albuma Fahrenheit odpuščen iz skupine zaradi težav s snemanjem v studiu. Frederiksen je čas sodelovanja v skupini Toto označil kot vrhunec svoje kariere.

## Kasnejša kariera
Po koncu sodelovanja s skupino Toto se je Frederiksen s svojo skupino odpravil na turnejo kot »Toto«. V programu je izvajal nekatere skladbe skupine, ki jih je nekoč izvajal s skupino Toto. S to potezo niso bili zadovoljni člani »prave« skupine Toto, ki so imeli podobne težave že z Bobbyjem Kimballom, ki se je s svojo skupino prav tako izdajal za skupino Toto. Toto in Frederiksen so se sicer pobotali leta 2007, ko se je Frederiksen kot gost pridružil skupini na nekaterih koncertih. Po 12 letih delovanja v glasbeni industriji se je Frederiksen neuradno upokojil in pomagal očetu pri vodenju restavracije.
H glasbi se je vrnil v sredini 90. let, ko je zopet sodeloval z Rickyjem Phillipsom. Njun album Frederiksen/Phillips je izšel leta 1995, pri albumu pa je kot spremljevalni vokalist sodeloval tudi David Glen Eisley. Phillips je nato pomagal Frederiksnu pri snemanju solo albuma Equilibrium, ki je izšel leta 1999, pri snemanju pa so sodelovali glasbeniki kot so Neal Schon, Steve Porcaro, Jason Scheff in Dave Amato. Album je dosegel kritično odobravanje v Evropi in na Japonskem. Leta 2002 se je pridružil zasedbi Mecca, kjer je ponovno združil moči z Jimom Peterikom. Frederiksen je prav tako večkrat sodeloval s Tommyjem Denanderjem in zasedbama World Classic Rockers in Voices of Classic Rock.
Junija 2010 je Frederiksen oznanil, da so mu odkrili raka. Zaradi terapij je s težavo sodeloval v studiju in je začel razmišljati o svoji ponovni upokojitvi. Njegov prijatelj Alex Ligertwood ga je prepričal, da je nadaljeval z delom. Od odkritja raka je Fergie izdal še dva solo albuma: Happiness is the Road in Any Given Moment.
18. januarja 2014 je zaradi raka umrl na svojem domu v Moundu, Minnesota.

## Diskografija
- 1978: Trillion: Trillion (kot Dennis Frederiksen)
- 1981: David London: David London (kot David London)
- 1983: LeRoux: So Fired Up
- 1984: Toto: Isolation
- 1995: Frederiksen/Phillips: Frederiksen/Phillips
- 1999: Fergie Frederiksen: Equilibrium
- 2000: World Classic Rockers: World Classic Rockers Vol. 1
- 2002: Mecca: Mecca
- 2003: World Classic Rockers: World Classic Rockers Vol. 2
- 2007: Frederiksen/Denander: Baptism By Fire
- 2011: Fergie Frederiksen: Happiness is the Road
- 2013: Fergie Frederiksen: Any Given Moment

### Sodelujoči izvajalec
- 1980: Village People: Can't Stop the Music (kot David London)
- 1982: Survivor: Eye of the Tiger (kot "Fergie")
- 1984: Toto: Dune
- 1986: Toto: Fahrenheit
- 1987: Karo: Heavy Birthday
- 1997: Joseph Williams: 3
- 2000: LeRoux: AOR Live
- 2001: Radioactive: Ceremony of Innocence
- 2003: Radioactive: Yeah
- 2004: AOR: Nothing But the Best
- 2005: Radioactive: Taken
- 2005: Northern Light: Northern Light
- 2009: Myland: No Man's Land
- 2009: AOR: Journey to L.A
- 2010: AOR: L.A. Ambition
- 2013: AOR: The Secrets Of L.A